# Valeriana kotschyi
Valeriana kotschyi — вид квіткових рослин родини жимолостевих (Caprifoliaceae).

## Біоморфологічна характеристика
Це однорічна рослина 10–30(45) см заввишки. Листки прикореневі, довгасто-лопатчасті; середні при основі крупнозубчасті, верхні частіше розсічені на вузькі частки. Плоди довгасто-яйцюваті, 4-гранні, до 2 мм завдовжки, на спинці опуклі, з широким заглибленням спереду.

## Поширення
Болгарія, Іран, Ірак, Крим, Ліван-Сирія, Палестина, Таджикистан, Південний Кавказ, Туреччина, Україна.
В Україні вид росте на схилах, у посівах — на півдні (в ок. Миколаєва та Кримській обл., Ленінському р-ні, с. Чорноморському.